# Bintou Gassama
Bintou Gassama-Jammeh (selten auch: Binta) ist eine gambische Politikerin und Frauenrechtlerin.

## Leben
Gassama leitete 2012 vertretungsweise für mehrere Monate das gambische Women’s Bureau.
Von 2013 bis 2016 war sie Staatssekretärin (Deputy Permanent Secretary) im Büro der gambischen Vizepräsidentin Isatou Njie Saidy.
Nach der Wahl Adama Barrows zum Präsidenten war sie ab 2017 Staatssekretärin (Deputy Permanent Secretary) im Frauenministerium. Ab etwa 2019 übernahm sie zudem als Executive Director die Leitung des Women’s Bureau.
Um 2020 war sie außerdem Präsidentin der Women and Children Support Organisation.
Etwa 2021 wechselte sie als Staatssekretärin ins Landwirtschaftsministerium.